# Whalers Bay

Whalers Bay na mapie Deception Island

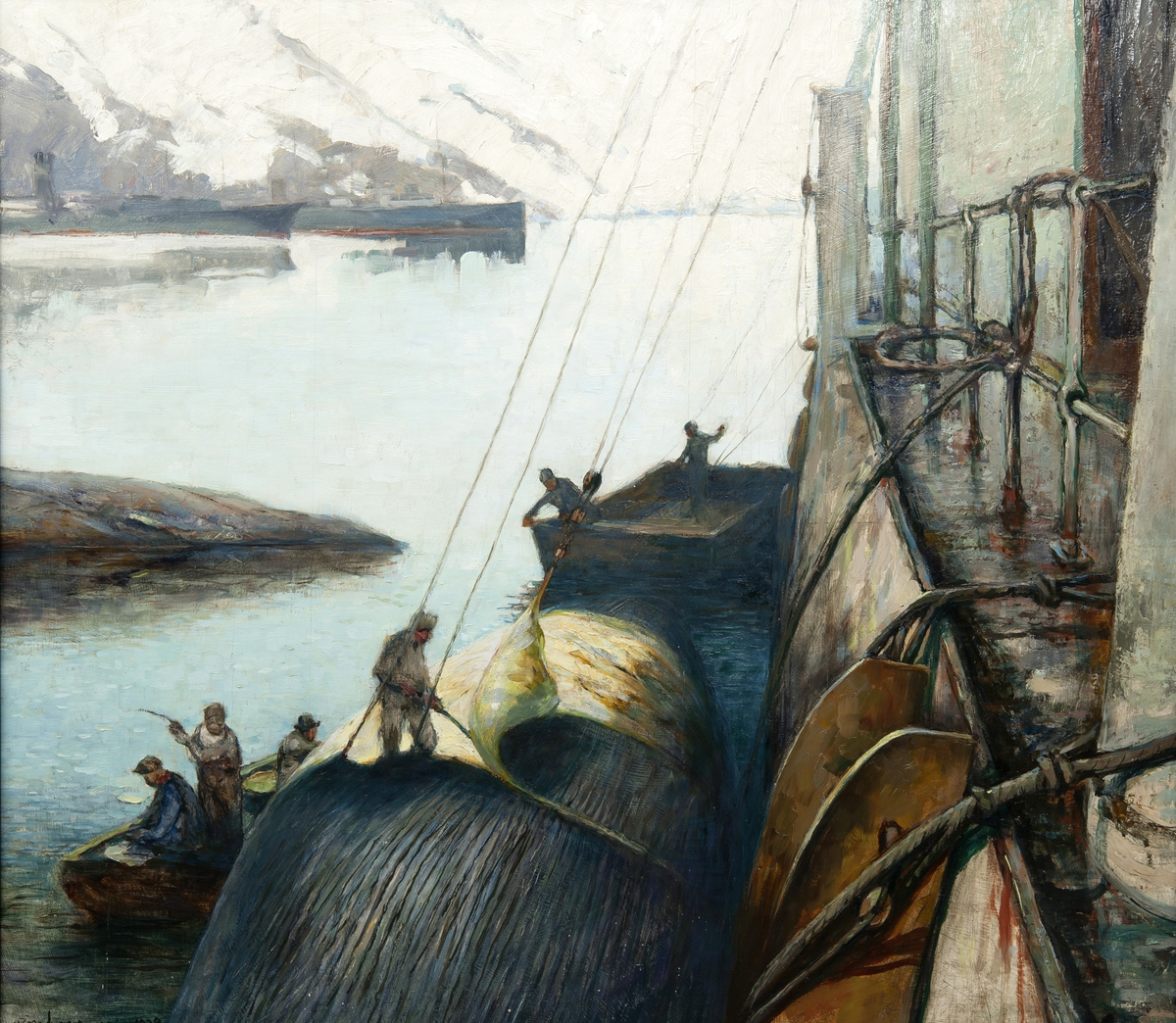
Rozbieranie tuszy płetwala błękitnego w Whalers Bay – Flensing av blåhval i Whalers Bay, Deception Island (1926–1928), Carl Dørnberger (1864–1940), Muzeum Wielorybnictwa w Sandefjordzie

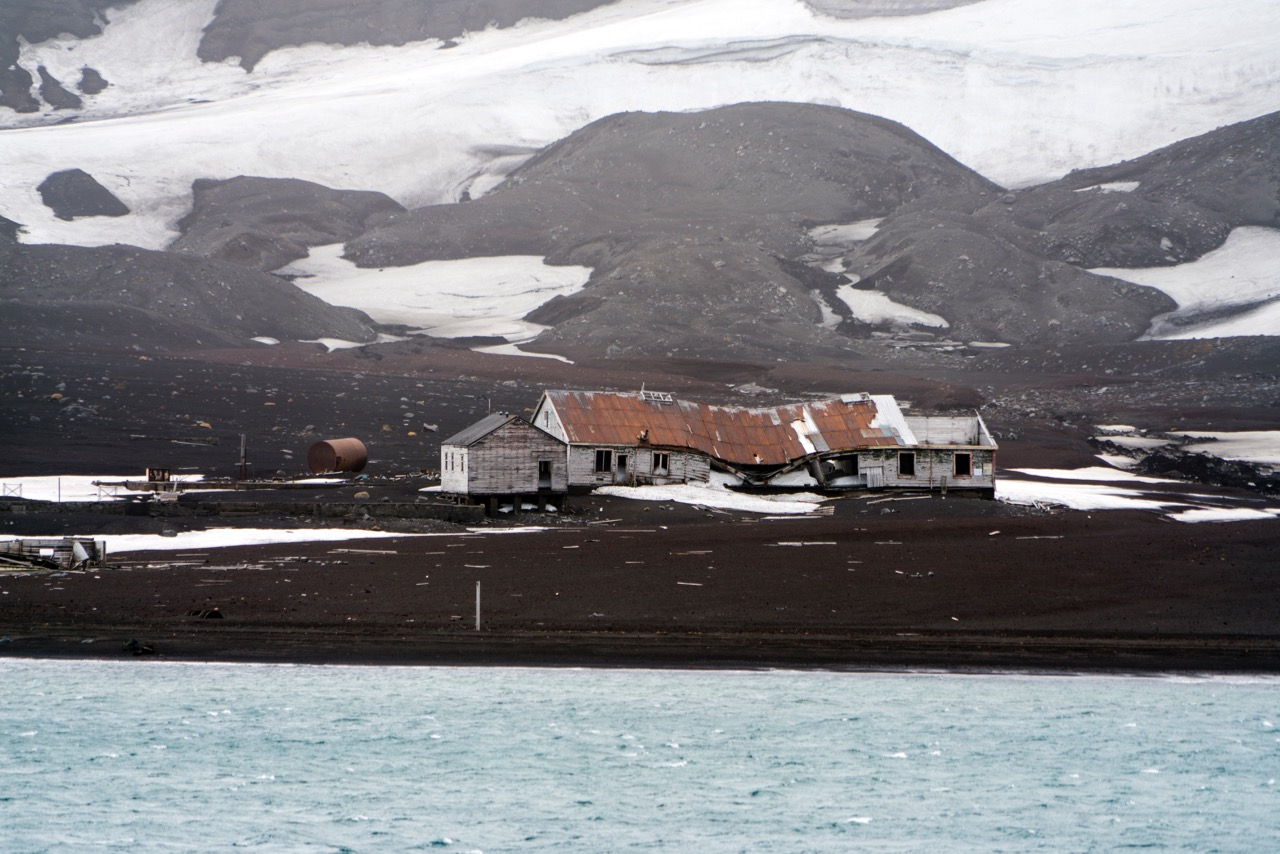
Pozostałości stacji wielorybniczej

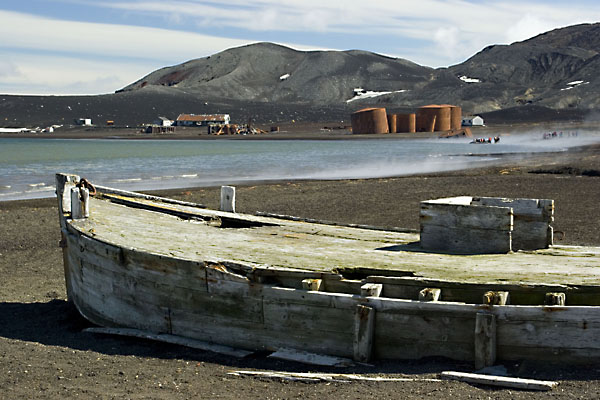
Pozostałości stacji wielorybniczej

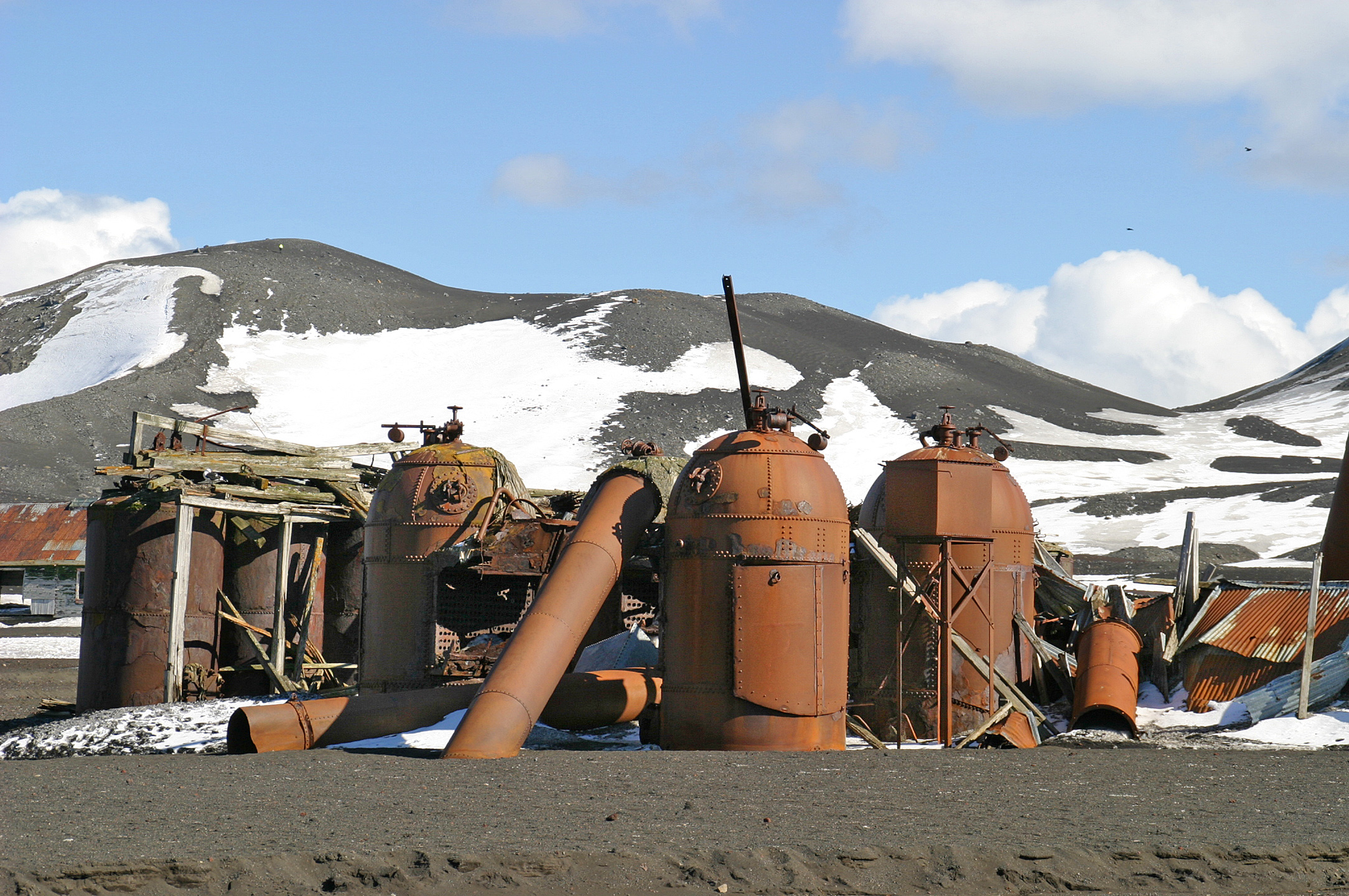
Pozostałości stacji wielorybniczej

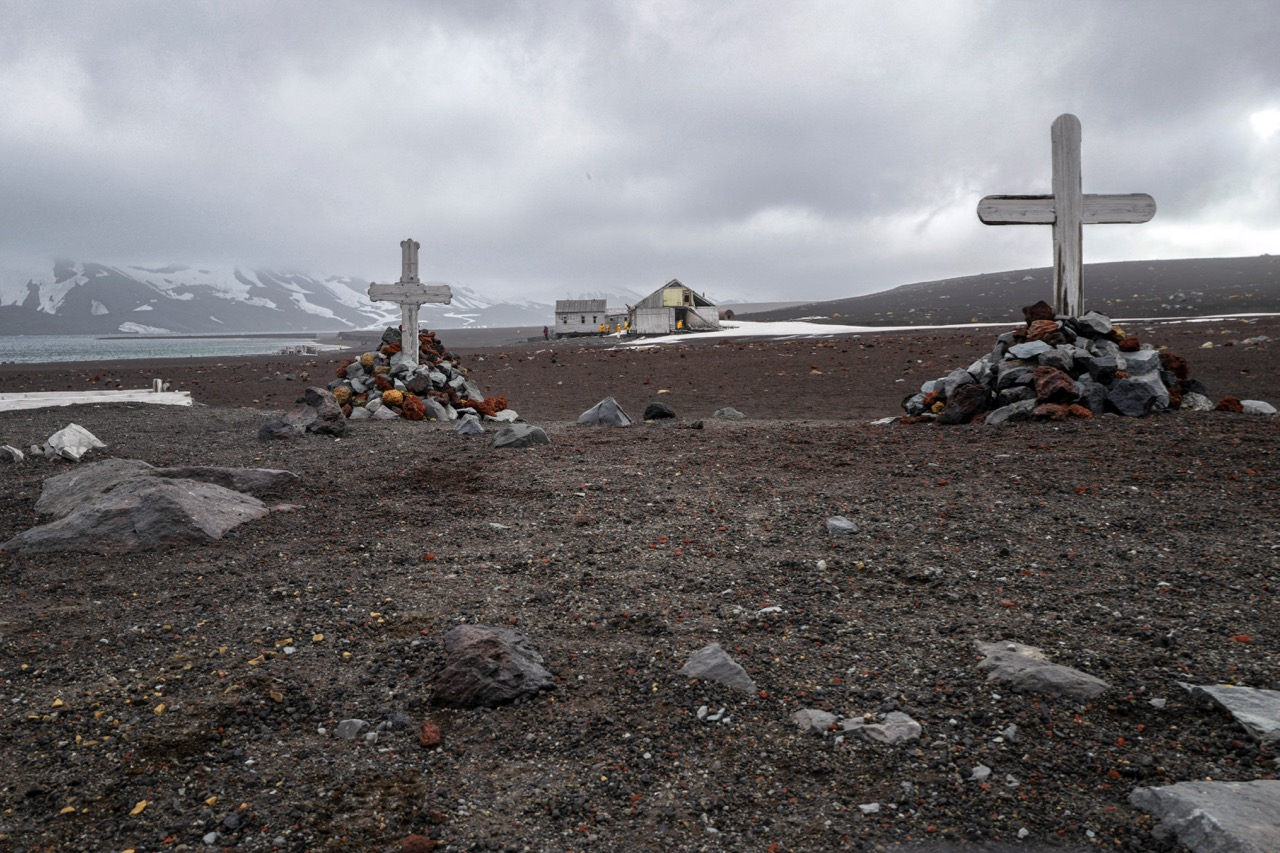
Pozostałości cmentarza

Whalers Bay – niewielka zatoka Port Foster – wypełnionej wodą kaldery wulkanu Deception Island w archipelagu Szetlandów Południowych.
Na początku XX w. Whalers Bay była prężnym ośrodkiem wielorybnictwa, stąd jej nazwa. W latach 1912–1931 funkcjonowała tu stacja wielorybnicza, która została opuszczona po załamaniu się cen tranu na rynku światowym. Do dziś zachowały się pozostałości stacji, m.in. zabudowania, elementy sprzętu i maszyn, największy w Antarktyce cmentarz. W 1995 roku Whalers Bay z pozostałościami stacji została wpisana na listę historycznych miejsc i pomników w Antarktyce (ang. Historic Sites and Monuments in Antarctica) jako HSM 71: Whalers Bay, Deception Island, South Shetland Islands. 

## Nazwa
Zatoka została nazwana w 1910 roku L'Anse des Baleiniers (ang. Whalers Bay) przez francuskiego badacza Jeana-Baptiste’a Charcota (1867–1936)  ze względu na aktywność wielorybników w tym obszarze na początku XX wieku . Wcześniej była znana prawdopodobnie jako Deception Harbour .

## Geografia
Whalers Bay tworzy zatokę w Port Foster – wypełnionej wodą kalderze wulkanu Deception Island w archipelagu Szetlandów Południowych – położoną między Penfold Point a Fildes Point zaraz przy wejściu do kaldery po północnej stronie Neptunes Bellows . Brzegi Port Foster usiane są maarami, a największym z nich jest Whalers Bay o szerokości 1 km .
Nad zatoką, od Penfold Point na północnym zachodzie do Cathedral Crags na połudiowym wschodzie rozciąga się półkolista plaża o długości ok. 2 km . Po zachodniej stronie Whalers Bay leży Kroner Lake  – jedyna w Antarktyce laguna geotermalna. Od północy nad zatoką wznosi się Ronald Hill (103 m), a na północnym zachodzie strome lodowcowe klify z widocznymi ciemnymi warstwami materiału piroklastycznego . Po stronie południowo-wschodniej zatoki znajduje się skaliste wzgórze Cathedral Crags zapadłe pośrodku, tworząc Neptune’s Window .

### Flora i fauna
Na wschód od dawnej stacji wielorybniczej znajduje się aktywny geotermalnie obszar scorii, zapewniający środowisko sprzyjające mchom i porostom . Mchy i porosty porastają również drewniane, ceglane i metalowe pozostałości stacji, otaczające klify i masywne głazy Cathedral Crags i Neptune’s Window . Na obszarze Cathedral Crags odnotowano występowanie śmiałka antarktycznego  – jednego z dwóch gatunków roślin naczyniowych występujących w Antarktyce. Rosną tu również porosty z rodzaju Usnea, Xanthoria i Caloplaca .
Nad zatoką gniazdują rybitwy antarktyczne, warcabniki, mewy południowe, wydrzyki i oceanniki żółtopłetwe . Na plaży spotkać można krabojady, kotiki antarktyczne i foki Weddella . Do zatoki zaglądają także leucocarbo, pingwiny maskowe i białobrewe oraz pochwodzioby żółtodziobe .

## Historia
Zatoka znana była XIX-wiecznym łowcom fok . 
Na początku XX wieku, na wyspie działalność rozpoczęli wielorybnicy. W 1906 roku norweski wielorybnik działający w Chile Adolf Amandus Andresen (1872–1940) zakotwiczył w Whalers Bay statek-przetwórnię, do którego rok później dołączyły cztery kolejne jednostki tego typu oraz osiem statków wielorybniczych. W grudniu 1908 roku została zmapowana przez francuską ekspedycję arktyczną (1908–1910) pod kierownictwem Jeana-Baptiste’a Charcota (1867–1936) . W 1909 roku na jej brzegu postawiono siedzibę zarządu brytyjskiego, która pozostawała obsadzona do 1931 roku . 
W 1912 roku na brzegu Whalers Bay zaczęła funkcjonować stacja wielorybnicza prowadzona przez Hector Whaling Company (norw. Aktieselskabet Hektor ). Była to wówczas najdalej na południe wysunięta baza wielorybnicza na świecie. Stacja obejmowała wówczas trzy budowle: barak dla wielorybników, sklep/magazyn i siedzibę zarządu brytyjskiego. Wszystkie wzniesiono z prefabrykowanych elementów z drewna sosnowego lub świerkowego. Pierwszego wieloryba oprawiono tu 24 grudnia 1912 roku . W sezonie letnim pracowało tu ok. 150 osób, produkując ponad 140 tys. baryłek tranu. Po załamaniu się cen tranu na rynku światowym stacja została opuszczona w kwietniu 1931 roku. 
Przy stacji założono cmentarz, a pierwszego, tragicznie zmarłego, wielorybnika pochowano tu w 1908 roku. Na cmentarzu spoczęło ok. 40 wielorybników, czyniąc go największym cmentarzem w Antarktyce. 
W 1928 roku Deception Island stała się bazą dla pilotów George’a Huberta Wilkinsa (1888–1958) i Carla Bena Eielsona (1897–1929), którzy zamierzali dokonać pierwszego lotu transantarktycznego. 16 listopada 1928 roku wystartowali z zaimprowizowanego pasa startowego na brzegu Whalers Bay, dokonując pierwszego lotu w Antarktyce. 
W lutym 1944 roku, w ramach tajnej operacji Tabarin, której celem było zabezpieczenie trwałej obecności Wielkiej Brytanii w Antarktyce, Wielka Brytania założyła na brzegu Whalers Bay jedną ze swoich trzech baz w regionie – Bazę B. Po pożarze w 1946 roku baza została odbudowana i funkcjonowała do 5 grudnia 1967 roku, kiedy została znacznie uszkodzona podczas erupcji wulkanu . W latach 1968–1969 służyła jeszcze za bazę dla operacji lotniczych British Antarctic Survey, lecz 23 lutego 1969 roku została ponownie zniszczona przez kolejny wybuch wulkanu i ostatecznie zamknięta . 
Zatoka została ponownie zmapowana przez jednostkę do badań hydrograficznych Royal Navy (ang. Royal Navy's Hydrographic Survey Unit) w latach 1948–1949 . 
W styczniu 1953 roku na brzegu Whalers Bay Argentyna i Chile wzniosły chaty, które zostały rozebrane przez Falkland Islands Dependencies Survey . W latach 1956–1957 brzegi zatoki służyły za bazę dla operacji lotniczych Falkland Islands and Dependencies Aerial Survey Expedition (FIDASE) .
Brytyjczycy używali niektórych zabudowań dawnej stacji wielorybniczej. Barak wielorybników wyposażyli w generator prądu i nazwali Biscoe House, a w 1955 roku dodali Hunting Lodge i hangar dla samolotu de Havilland Canada DHC-6 Twin Otter.
Wskutek erupcji wulkanu Deception Island w 1967 roku obszar Whalers Bay został pokryty warstwą popiołu o grubości 1–5 cm . Zniszczeniu uległy wówczas zabudowania stacji wielorybniczej. Wybuch z 1969 roku spowodował gwałtowny spływ lawin błotnych częściowo grzebiąc stację  i niszcząc cmentarz. 
Do dziś zachowały się pozostałości stacji wielorybniczej; zabudowania, wiele elementów sprzętu i maszyn, cmentarz z 35 grobami oraz pomnik ku czci 10 wielorybników, którzy zginęli na morzu . Drewniane konstrukcje wielorybników, wzniesione bezpośrednio na ziemi, uległy spróchnieniu od dołu. Dawna siedziba zarządu brytyjskiego i Hunting Lodge, postawione na fundamencie powyżej ziemi, zachowały się w lepszym stanie. Na plaży na południowy wschód od budynków znajdują się pozostałości niewielkich drewnianych łodzi zagrzebanych częściowo w ziemi. Na drewnie stwierdzono obecność grzybów z rodzaju Cadophora, Lecythophora, Phialocephala i Phiolophora.
W 1995 roku Whalers Bay z pozostałościami stacji została wpisana na listę historycznych miejsc i pomników w Antarktyce (ang. Historic Sites and Monuments in Antarctica) jako HSM 71: Whalers Bay, Deception Island, South Shetland Islands .

## Turystyka
Deception Island jest jedną z najczęściej odwiedzanych wysp w Antarktyce, a Whalers Bay najczęściej odwiedzanym miejscem na wyspie . Zwiedzanie zatoki i miejsc historycznych odbywa się w grupach zorganizowanych z przewodnikiem .
Pomimo objęcia wyspy ochroną i desygnowania jej jako szczególnie zarządzany obszar Antarktyki, pojawiły się problemy z obecnością turystów, którzy pozostawiają po sobie graffiti na pozostałościach historycznej stacji wielorybniczej i dawnej brytyjskiej stacji polarnej.